# کیم می کیونگ
کیم می کیونگ (کره‌ای: 김미경؛ زادهٔ ۱۴ اکتبر ۱۹۶۳) بازیگر اهل کره جنوبی است. او بیشتر به عنوان بازیگر نقش مکمل در درام‌های تلویزیونی فعال است. او در فیلم آفتاب پنهان (۲۰۰۷) و مجموعه‌های تلویزیونی رسوایی سونگ‌کیون‌کوان (۲۰۱۰)، صدای قلب تو (۲۰۱۷)، هیلر (۲۰۱۴) و مشکلی نیست که خوب نباشی (۲۰۲۰) بازی کرده است.